# Gens de couleur libres

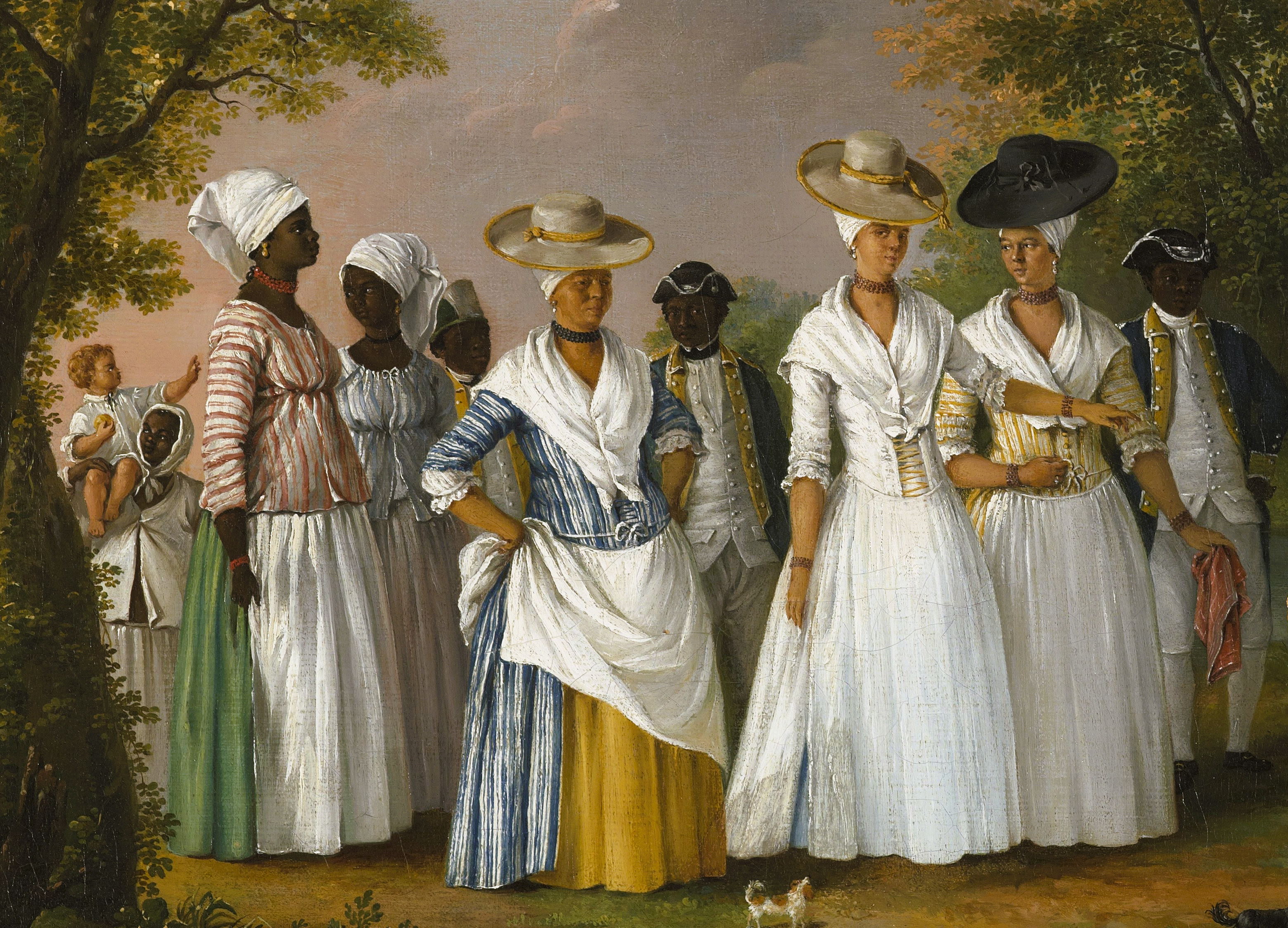
Gens de couleur libres

Gens de couleur libres (Franska: 'Den Fria färgade klassen') eller på spanska gente de color libre, var benämningen för klassen av fria färgade av blandat afrikanskt och europeiskt ursprung i fransk- och spanskspråkiga amerikanska områden under slaveritiden. 
Frigivna svarta av enbart afrikanskt ursprung inkluderades inte i termen, även om både de och Gens de couleur libres ingick i den vidare termen affranchi. Även i de engelskspråkiga tretton kolonierna, gjorde man på detta sätt en viss skillnad mellan fria färgade, som kallades "Free People of Colour" och en frigiven person av helt afrikanskt ursprung, som i stället kallades för "Free Negro". Termen är främst känd från franska Västindien och i Louisiana i USA (särskilt New Orleans), där en stor klass av detta slag härstammade ur de berömda placagesystemet. 
Denna term, liksom placagesystemet, föll ur bruk efter slaveriets avskaffande och är alltså en term specifik för slavtiden. 

## Kända exempel
- Zabeau Bellanton
- Chevalier de Saint-Georges
- Marie Laveau
- Mary Seacole
- Thomas Alexandre Dumas